# نينا جاكوبسون
نينا جاكوبسون (بالإنجليزية: Nina Jacobson)‏ هي منتجة أفلام أمريكية، ولدت في 30 نوفمبر 1965 في لوس أنجلوس في الولايات المتحدة.

## وصلات خارجية
- نينا جاكوبسون على موقع IMDb (الإنجليزية)
- نينا جاكوبسون على موقع بوكس أوفيس موجو (الإنجليزية)
- نينا جاكوبسون على موقع قاعدة بيانات الفيلم (الإنجليزية)